# エドワード・ジェームズ
エドワード・ウィリアム・フランク・ジェームズ（英: Edward William Frank James, 1907年8月16日 - 1984年12月2日）は、イギリスの詩人。富豪で、シュルレアリストの支援者でもあった。
父は画家のウィリアム・ドッジ・ジェームズ、祖父はフェルプスドッジの創設者の一人であるダニエル・ジェームズ。

## 経歴
1907年生まれ。オックスフォード大学クライスト・チャーチ校で学ぶ。12歳で父の遺産を相続。在学中に詩人ジョン・ベチェマン（1906-1984）の第一詩集の出版を支援。その後、サルバドール・ダリやルネ・マグリット、マックス・エルンストなどシュルレアリストの活動を支援した。
1940年、アメリカ合衆国ニューメキシコ州タオスを訪れる。1947年メキシコ中部サン・ルイス・ポトシ州南端の山間の村ヒリトラ（Xilitla）で、土地32haをメキシコ人の友人プルタルコ・ガステルム名義で入手。以降、亡くなるまでこの地にジャングルのなかにコンクリート建築を中心とした不思議な楽園ラス・ポサス（Las Pozas）をつくり続けた。
マグリットは、彼の肖像として『複製禁止 La reproduction interdite』（1937年）を残している（現在ボイマンス・ヴァン・ベーニンゲン美術館所蔵）。

## 参考資料
1. ↑  "Coventry & District". The Midland Daily Telegraph – 25 May 1917.
2. ↑  Margaret Hooks, "Surreal Eden: Edward James & Las Pozas", Princeton Architectural Press, New York, 2006, ISBN 978-1-56898-612-8
3. ↑  "Dream Works: Can a Legendary Surrealist Garden in Mexico Bloom Again?", New York Times Style Magazine, 30 March 2008